# Sanjay Ayre
Sanjay Claude Ayre (ur. 19 czerwca 1980, w Kingston, na Jamajce) – jamajski sprinter specjalizujący się w biegu 400 metrów.
Jest wielokrotnym medalistą największych międzynarodowych imprez w sztafecie 4 × 400 metrów. Brązowy medalista mistrzostw świata juniorów (Annecy 1998). W 2000 roku w tej konkurencji zdobył srebrny (po dyskwalifikacji pierwszych na mecie Amerykanów za doping jednego z biegaczy) medal na igrzyskach olimpijskich w Sydney – Ayre biegł w eliminacjach, trzykrotnie zdobywał medale na mistrzostwach świata w Lekkoatletyce, srebrne w 2001 na mistrzostwach w Edmonton i 2 lata później na mistrzostwach w Paryżu. W 2005 roku w na swoich trzecich mistrzostwach świata w Helsinkach zdobył brązowy medal. Ayre jest złotym medalistą halowych mistrzostw świata (Budapeszt 2004, biegł w eliminacjach). Awansował także do finału rozgrywanych w Pekinie igrzysk olimpijskich w konkurencji sztafety 4 × 400 metrów (2008).

## Rekordy życiowe
- bieg na 300 metrów – 32,81 (2000)
- bieg na 400 metrów – 44,92 (2002)
- bieg na 400 metrów (hala) – 45,92 (2000)